# Pod Czersk
Pod Czersk (Pawłowo-Wybudowanie) – część wsi Pawłowo w Polsce, położona w województwie pomorskim, w powiecie chojnickim, w gminie Chojnice, przy trasie drogi wojewódzkiej nr 240, oznaczonej jako ulica Stare Parcele w Pawłowo, na starym skanie mapy oznaczona jako Pawłowo Wybudowanie.
Wchodzi w skład sołectwa Pawłowo.
W latach 1975–1998 Pod Czersk należał administracyjnie do województwa bydgoskiego.
Połączenie z centrum Chojnic umożliwiają autobusy komunikacji miejskiej (linia nr 2).